# Velséc
Velséc (szlovákul Velčice) község Szlovákiában, a Nyitrai kerület Aranyosmaróti járásában.

## Fekvése
Aranyosmaróttól 9 km-re északnyugatra fekszik.

## Története
A falut 1232-ben "Welchez" alakban, II. András király oklevelében említik először. 1270-ben "Welchuch" néven említik, ekkor részben Bars várának tartozéka, részben királyi udvarnokok birtoka. 1386-ban a gímesi váruradalom része, később a Forgách családé, majd a 17. században a Fánchy család zálogbirtoka, a 18. század elejétől pedig az aranyosmaróti uradalomhoz tartozott. A falu temploma a 13. században épült a Szentháromság tiszteletére. Története során kétszer égett le, többször átalakították és bővítették. 1534-ben a falu 12 portája adózott. 1570-ben a török rabolta ki Velsécet. 1634-ben a töröknek fizetett adót. 1601-ben 62 ház állt a községben. 1715-ben és 1720-ban malma, kocsmája és 46 adózója volt. 1828-ban 101 házában 681 lakos élt. A községet 1837-ben és 1886-ban tűzvész pusztította. Lakói mezőgazdasággal és erdei munkákkal foglalkoztak. A 19. században papírgyárat és üvegkohót alapítottak itt.
Vályi András szerint " VELCSICZ. Tót falu Bars Várm. földes Ura G. Migázzi Uraság, lakosai katolikusok, fekszik A. Maróthoz 1 fert. mértföldnyire; földgye jó, szőleji is meglehetősek, fája van, legelője elég, makkja is terem; eladása Nyitrán, Sz. Benedeken, és Nagy-Tapoltsányon."
Fényes Elek szerint " Velcsics, Bars m. tót falu, Ar. Maróthoz 2 mfd., 685 kath., 1 evang. lak. Kath. paroch. templom. Erdeje nagy; de bora savanyu. Ut. post. Verebély."
Bars vármegye monográfiája szerint "Velsicz, Nyitra vármegye határán fekvő tót kisközség, 808 róm. kath. vallású lakossal. E község II. András király egyik 1232-iki oklevelében mint koronabirtok van említve. A XIV. században mr a ghymesi vár tartozéka és mindvégig a Forgách család marad az ura. Csak a mult század elején van itt a Migazziaknak is birtokuk. A község határában, a Klacsán nevű erdőrészben, valamely várnak némi maradványa látható, melyet a nép Cerni Hrad-nak nevez és a csehek idejéből fennmaradt rablóvár maradványának tart. 1837-ben az egész község, 1886-ban pedig a község kétharmada tűz által pusztult el. Katholikus temploma régi, de építésének ideje ismeretlen. Az egyház birtokában egy 1745-ből származó érdekes ezüst kehely van. A községnek van postája és távirója, vasúti állomása pedig Barstaszár."
A trianoni békeszerződésig Bars vármegye Aranyosmaróti járásához tartozott. A háború után lakói nagyrészt kisbirtokosok voltak, de sokan kivándoroltak a tengerentúlra.

## Népessége
| Év:            | 1994. | 2004.   | 2014.   | 2024.   |
| -------------- | ----- | ------- | ------- | ------- |
| Emberek száma: | 896   | 849     | 829     | 840     |
| Eltérés:       |       | -5,24 % | -2,35 % | +1,32 % |

| Év:            | 2023. | 2024.   |
| -------------- | ----- | ------- |
| Emberek száma: | 842   | 840     |
| Eltérés:       |       | -0,23 % |

1880-ban 828 lakosából 19 magyar, 23 német és 753 szlovák anyanyelvű volt. Ebből 812 római katolikus, 9 izraelita, 1 görög keleti és 6 egyéb vallású volt.
1890-ben 774 lakosából 39 magyar, 3 német és 732 szlovák anyanyelvű volt.
1900-ban 808 lakosából 17 magyar, 8 német és 783 szlovák anyanyelvű volt.
1910-ben 933 lakosából 36 magyar, 1 német és 896 szlovák anyanyelvű volt. Ebből 910 római katolikus és 23 izraelita vallású volt.
1921-ben 974 lakosából 32 magyar, 2 német, 2 egyéb és 938 csehszlovák volt. Ebből 951 római katolikus és 22 izraelita vallású volt.
1930-ban 913 lakosából 2 német, 906 csehszlovák, 1 egyéb nemzetiségű és 4 állampolgárság nélküli volt. Ebből 909 római katolikus és 4 izraelita vallású volt.
1970-ben 1093 lakosából 1 cseh, 1 ismeretlen nemzetiségű és 1091 szlovák volt.
1980-ban 1037 lakosából 3 cseh, 1034 szlovák volt.
1991-ben 920 lakosából 1 magyar és 889 szlovák volt.
2001-ben 863 lakosából 2 magyar és 851 szlovák volt.
2011-ben 826 lakosából 3-3 magyar és cseh, 1 lengyel és 796 szlovák.

## Nevezetességei
- A Szentháromság tiszteletére szentelt római katolikus temploma 1719-ben épült, barokk stílusban, a régi – 13. századi – templom bővítésével.
- A Szent Kereszt és a Hétfájdalmú Szűz kápolna 1740-ben épült. 1952-ben megújították.

## Külső hivatkozások
- E-obce.sk Archiválva 2012. január 22-i dátummal a Wayback Machine-ben
- Községinfó[halott link]
- Velséc Szlovákia térképén